# Akec Makur Chuot
Akec Makur Chuot, née le 5 septembre 1992, est une ancienne joueuse soudanaise de football australien. Elle joue au sein de Fremantle Football Club, Richmond Football Club et Hawthorn Football Club dans la compétition féminine de l'AFL.

## Biographie

### Enfance, jeunesse et débuts
Akec Makur nait le 5 septembre 1992 au Soudan du Sud, l'année même du décès de son père. Elle reçoit l’éducation de sa mère célibataire au sein d'une famille de sept enfants. Elle vit pendant douze ans à Kakuma, un camp de réfugiés au Kenya.
Sa famille bénéficie du parrainage de leur oncle et déménage à Perth, en Australie occidentale, en 2005. Elle fréquente à Aranmore Catholic College.

### Carrière
En 2009, Akec Makur s'essaye au football australien pour la première fois lors d'un carnaval féminin de l'East Perth Football Club. Fremantle la drafte avec leur 18e sélection et 139e au total lors du repêchage féminin de l'AFL 2016. Elle est également l'une des ambassadrices multiculturelles de l'Australian Post pour la saison 2017. Elle fait ses débuts lors de la défaite de 32 points contre les Western Bulldogs à VU Whitten Oval au premier tour de la saison 2017. Elle joue tous les matchs de sa première saison, à l'exception du match du sixième tour contre Carlton en raison d'une omission, et a terminé avec six matchs. Elle connait un retrait de la liste à la fin de la saison 2017.
En 2018, elle déménage à Victoria pour jouer avec Carlton dans la compétition d'État féminine VFL.
Akec Makur joue avec Richmond en VFL Women's en 2019 et signe pour le club avant la saison 2020 de l'AFL Women's. Elle fait ses débuts en club contre Carlton à Ikon Park lors du premier tour de la saison 2020. En juin 2021, Richmond l'exclut de la liste des joueuses, avec l'intention de la re-recruter. Lors de la draft 2021 de l'AFL Women's, Richmond la recrute effectivement de nouveau avec son dernier choix,.
À la fin de la saison 6 de 2022, avec l'arrivée de quatre nouveaux clubs en AFLW, elle décide de rejoindre Hawthorn. Lors du premier tour, elle a disputé son match inaugural contre Essendon et a réalisé huit éliminations.

## Vie privée
Sa sœur est Ayor Makur Chuot, membre du Conseil législatif d'Australie occidentale représentant la région métropolitaine du Nord.
Elle a une demi-sœur au Soudan du Sud, qu'elle y rencontre en 2013, alors qu'elle avait 10 ans. Elle apprend plus tard que cette sœur avait été forcée d'épouser un Australien beaucoup plus âgé, qui voyage entre les deux pays, alors qu'elle n'avait que 15 ans. En 2024, elle divorce et mère de deux jeunes enfants, coincée au Soudan du Sud et sans possibilité de poursuivre ses études. Cela motive Akec Makur à rejoindre la campagne « 1 000 voix pour 1 000 filles » de World Vision, qui s'appuie sur les témoignages de victimes pour contribuer à réduire les violences faites aux femmes.

## Statistiques
Mis à jour jusqu'à fin 2023.

## Honneurs et réalisations
Individuel
- Hawthorn goal of the year: 2022 (S7)